# Telescópio infravermelho
Os telescópios infravermelho são dispositivos voltados para a coleta e a análise de dados do astronômicos, através da radiação infravermelha. Assim, se torna possível obter uma análise mais completa de objetos distantes, como nebulosas, galáxias e planetas. Como o vapor da água, presente nos níveis mais próximos à troposfera da atmosfera, as camadas mais baixos, se faz necessário que tais equipamentos sejam instalados em locais de alta altitude, como é o caso do Telescópio Infravermelho do Reino Unido (UKIRT), localizado no Monte Mauna Kea, ou no espaço sideral, como o Telescópio Espacial James Webb, da NASA. Sendo assim, eles são imprescindíveis para o desenvolvimento da astronomia infravermelha.